# هوندا بالاد
هوندا بالاد (بالإنجليزية: Honda Ballade) هي سيارة من طراز سيارة مدمجة من تصنيع شركة هوندا موتورز اليابانية. بدأ تصنيعها لأول مرة سنة 1980. وهي ذات تصميم جديد أعتمد عليه لاحقاً في سيارة Honda Concerto ‏.